# Arlie Ray
Ariga Reiko (有賀怜子?; 22 febbraio 1984) è una cantante giapponese.

## Discografia
- Last Bus (2 luglio 2003)
- Hero (19 novembre 2003)
- Secret (2 febbraio 2005)
- envy (1 marzo 2008)
- Modernism (9 aprile 2008)
- Awakening and Advent (7 aprile 2010)
- Advent, again (7 novembre 2012)
- Re: covered (15 giugno 2016)
- Idol Legend -THE BEST of IDOL SONG COVERS- (3 novembre 2011)